# Gian hàng đồ ăn

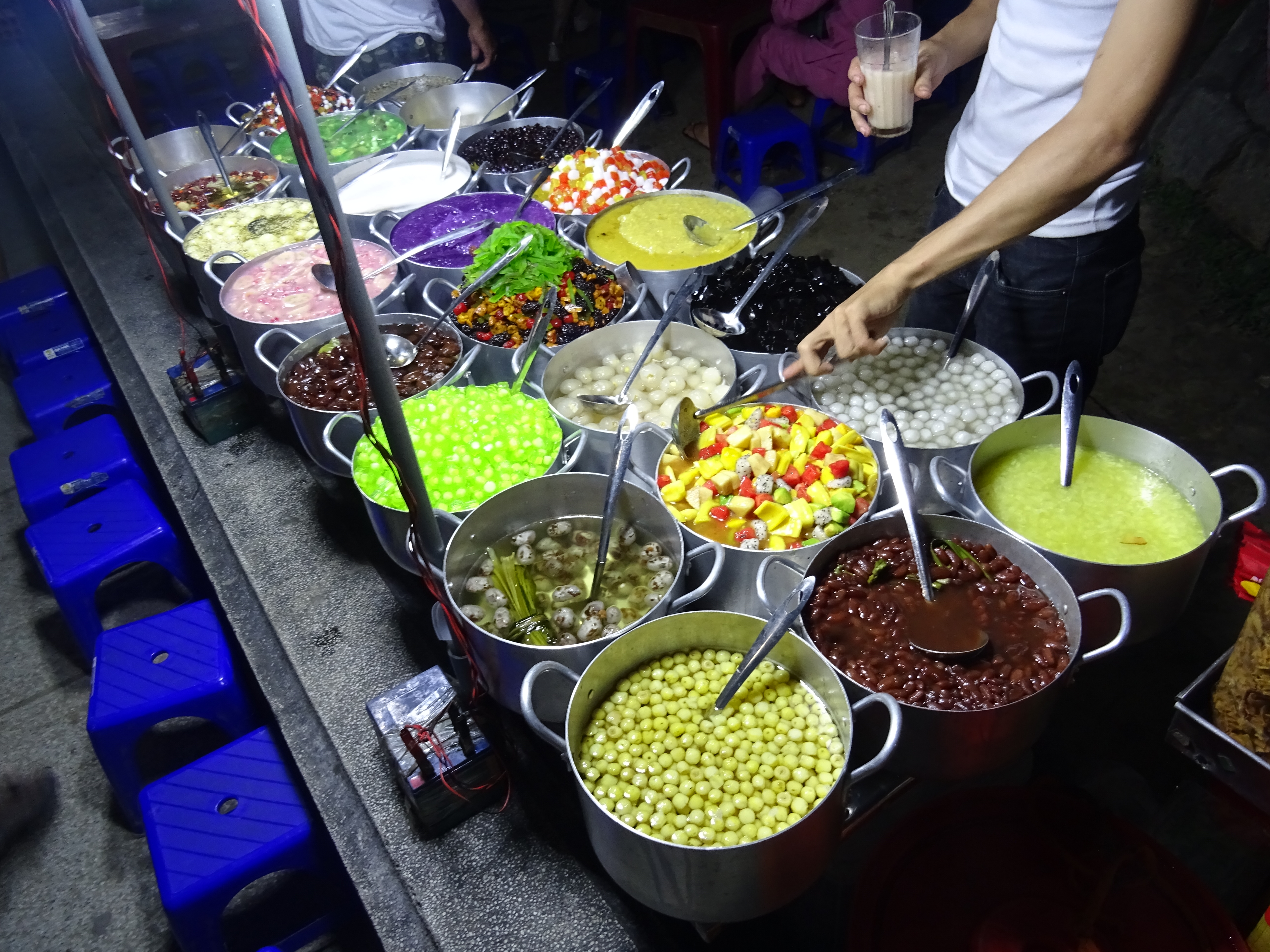
Một gian hàng bán chè hẻ ở Huế

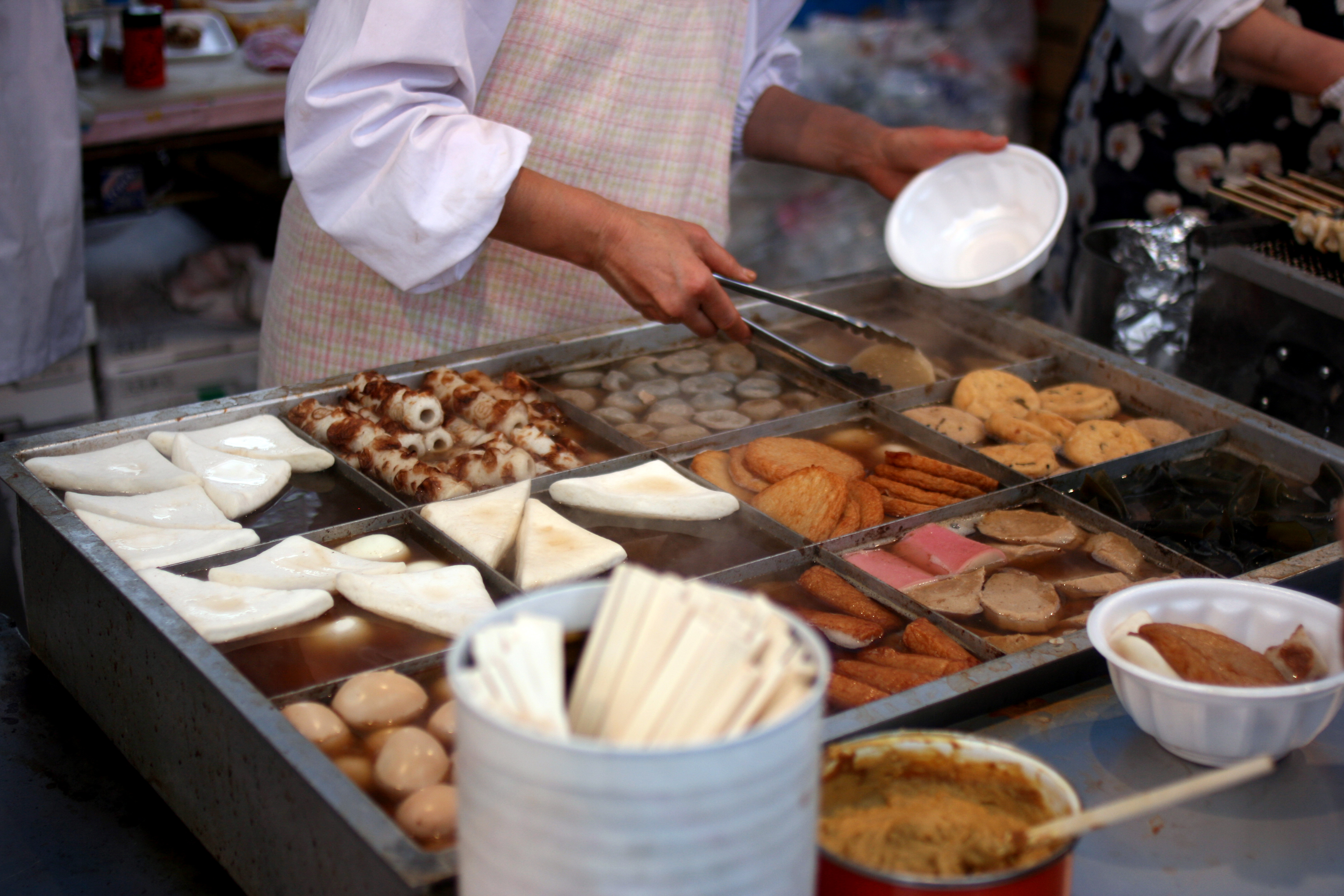
Gian hàng Oden

Gian hàng đồ ăn (Food booth) còn được gọi là ki-ốt bán đồ ăn (Food kiosk) hay còn gọi là quầy bán đồ ăn (Food stand) thường là một kết cấu tạm thời được sử dụng để chế biến và bán đồ ăn, thức uống phục vụ cho công chúng, đây thường là nơi có nhiều người tụ tập ngoài trời như ở trong công viên, tại một cuộc diễu hành, những nơi gần sân vận động hoặc những nơi công cộng khác. Đôi khi thuật ngữ này cũng đề cập đến các hoạt động kinh doanh và nhà cung cấp hoạt động từ các gian hàng kiểu như vậy. Có bằng chứng cho thấy một số loại thức ăn đường phố có nguồn gốc từ các quầy đồ ăn đã trở nên phổ biến thông qua các gian hàng thực phẩm, chẵng hạn như  sự phổ biến của vỏ kem ốc quế ở Bắc Mỹ được cho là nhờ Hội chợ thế giới St. Louis năm 1904, theo những giai thoại thì một người bán kem đã hết đĩa sạch và không thể bán thêm kem nữa, nhưng kế bên cạnh gian hàng kem là gian hàng bánh quế đang ế ẩm, buôn bán không thành công do trời quá nóng. Người làm bánh quế đã đề nghị sử dụng dĩa đựng ốc quế bằng cách cuộn bánh quế lại rồi cho kem lên và thế là sản phẩm mới lạ này bán chạy và sau đó được các nhà cung cấp khác bắt chước.

## Tổng quan
Một thông lệ phổ biến là các gian hàng thực phẩm hiện đại hoạt động như quầy nhượng quyền tại nhiều loại sự kiện đặc biệt. Những gian hàng này có thể được điều hành từ các nhà cung cấp riêng lẻ quy mô nhỏ, các công ty cung cấp dịch vụ ăn uống hoặc bởi các nhà hàng đã thành lập, cung cấp một số mặt hàng đặc trưng từ thực đơn toàn diện hơn. Ngoài ra, một số gian hàng thực phẩm có thể được điều hành dưới tay các tổ chức phi lợi nhuận địa phương như một phương tiện gây quỹ. Trong một số trường hợp, các tổ chức phi lợi nhuận có thể phải đối mặt với mức phí xử lý thấp hơn một chút hoặc các quy định và yêu cầu hợp đồng ít nghiêm ngặt hơn, khiến các hoạt động như vậy tương đối có lợi hơn. Tùy thuộc vào thẩm quyền và phong tục địa phương, những người điều hành các gian hàng như vậy thường phải có giấy phép bán thực phẩm tạm thời và giấy phép do chính phủ cấp. 
Thông thường, các nhà điều hành cũng phải chứng minh việc tuân thủ các quy định khác nhau về vệ sinh, sức khỏe cộng đồng và an toàn thực phẩm. Các quy định bao gồm yêu cầu về kết cấu cho việc xây dựng và bố trí gian hàng, yêu cầu hoặc hạn chế liên quan đến giờ và số ngày hoạt động liên tục, hạn chế trong việc xử lý và chuẩn bị nguyên liệu, hạn chế về việc lưu trữ, vận chuyển và sắp xếp các món đồ. Để giám sát việc tuân thủ các quy định hiện hành, nhiều thành phố thuê và triển khai thanh tra y tế hoặc cung cấp hướng dẫn chung về việc thanh tra, nhằm đảm bảo các gian hàng thực phẩm không gây ra nguy cơ gây hại không hợp lý cho khách hàng. Thanh tra viên được thuê thường được phép thực hiện các cuộc thanh tra đột xuất đối với các cơ sở mà không cần thông báo trước cho chủ sở hữu. Các quy tắc liên quan đến tần suất, phạm vi và mức độ thanh tra tại chỗ thường xuyên khác nhau tùy thuộc vào khu vực pháp lý. Ngoài ra, một số khu vực pháp lý có thể thiết lập các ưu tiên dựa trên loại thực phẩm được phục vụ, loại tổ chức liên quan và các yếu tố phụ trợ khác, chẳng hạn như bất kỳ lịch sử khiếu nại nào của khách hàng trước đó.